# رجال بلا رؤوس

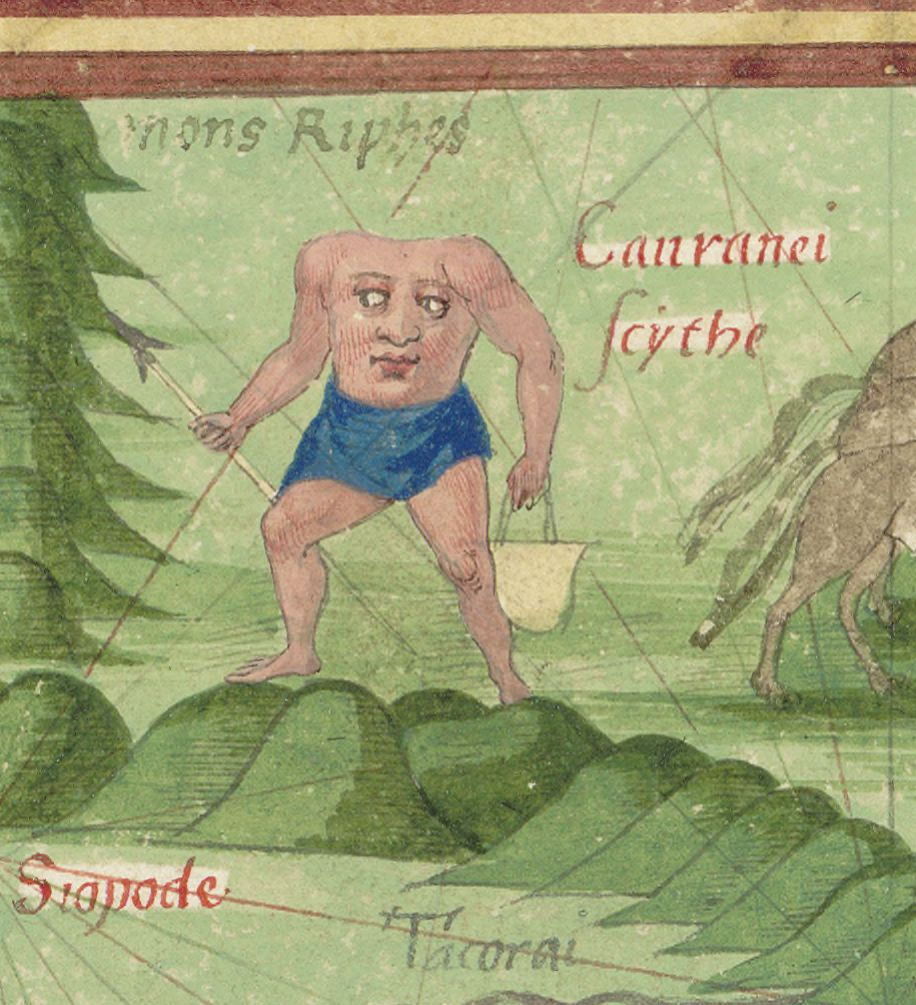
رجل بدون رأس من نوع بليمس.

رجل بدون رأس (بالإنجليزية:Headless men) هي شاعات أسطورية انتشرت لرجال بلا روؤس في العصور القديمة وفيما بعد يقال إن هذا النوع يوجد لسكان أجزاء قرى نائية من العالم.
يوجد نوع آخر من الرجال يكون بدون رأس ولكن عينيه موجوده على صدره ويعرف تحت اسم بليمس (بالإنجليزية:Blemmyes).